# Les enquêtes du commissaire Maigret
Les enquêtes du commissaire Maigret è una serie televisiva francese composta da 88 episodi trasmessi da ORTF e Antenne 2 dal 1967 al 1990. Andata in onda per oltre vent'anni in Francia, la serie è inedita in Italia, ad eccezione di nove episodi doppiati e trasmessi da alcune emittenti locali e usciti in edicola su supporto DVD per la Fabbri Editori: Maigret ha un dubbio, Maigret e l'affittacamere, Maigret e l'uomo della Lettonia, Maigret e il cadavere in abito da sera, Maigret e il corpo senza testa, Maigret e la spilungona, Maigret e la vecchia pazza, Maigret e il caso Vernoux, Maigret e la famiglia fiamminga.
Gli episodi sono di circa 90 minuti cadauno. Il commissario Maigret è interpretato da Jean Richard. La signora Maigret è interpretata da Annick Tanguy e Dominique Blanchar.

## Episodi
Di seguito il titolo dell'episodio e la data di messa in onda:
- Cécile est morte (14 ottobre 1967)
- La tête d'un homme (1) (9 dicembre 1967)
- Le chien jaune (1) (24 febbraio 1968)
- Signé Picpus (27 aprile 1968)
- L'inspecteur Cadavre (3 agosto 1968)
- Félicie est là (7 dicembre 1968)
- La maison du juge (1º febbraio 1969)
- L'ombre chinoise (24 maggio 1969)
- La nuit du carrefour (1) (15 novembre 1969)
- L'écluse no 1 (21 febbraio 1970)
- Maigret et son mort (16 maggio 1970)
- Maigret (28 novembre 1970)
- Maigret à l'école (13 febbraio 1971)
- Maigret en vacances (10 aprile 1971)
- Maigret et le fantôme (19 giugno 1971)
- Maigret aux Assises (11 settembre 1971)
- Le port des brumes (6 gennaio 1972)
- Maigret se fâche (2 marzo 1972)
- Pietr le Letton (20 luglio 1972)
- Maigret en meublé (20 luglio 1972)
- Mon ami Maigret (14 marzo 1973)
- Maigret et l'homme du banc (17 ottobre 1973)
- Maigret et la jeune morte (28 dicembre 1973)
- Maigret et le corps sans tête (8 marzo 1974)
- Maigret et la Grande Perche (30 dicembre 1974)
- La folle de Maigret (17 marzo 1975)
- La Guinguette à deux sous (11 ottobre 1975)
- Maigret hésite (6 dicembre 1975)
- Maigret a peur (20 marzo 1976)
- Un crime en Hollande (26 giugno 1976)
- Maigret chez les Flamands (16 ottobre 1976)
- Les scrupules de Maigret (27 novembre 1976)
- Maigret, Lognon et les gangsters (5 febbraio 1977)
- Maigret et Monsieur Charles (4 giugno 1977)
- L'amie de Madame Maigret (3 settembre 1977)
- Au rendez-vous des Terre-Neuvas (3 dicembre 1977)
- Maigret et le marchand de vin (22 aprile 1978)
- Maigret et les témoins récalcitrants (22 luglio 1978)
- Maigret et le tueur (4 novembre 1978)
- Maigret et l'affaire Nahour (2 dicembre 1978)
- Liberty Bar (10 febbraio 1979)
- Maigret et le fou de Bergerac (28 aprile 1979)
- Maigret et l'indicateur (9 giugno 1979)
- Maigret et la dame d'Étretat (10 settembre 1979)
- L'affaire Saint-Fiacre (22 marzo 1980)
- Le charretier de la Providence (14 giugno 1980)
- Maigret et l'ambassadeur (1º settembre 1980)
- Maigret et le pendu de Saint-Pholien (24 gennaio 1981)
- Maigret en Arizona (25 aprile 1981)
- Une confidence de Maigret (30 maggio 1981)
- La danseuse du Gai-Moulin (29 agosto 1981)
- Maigret se trompe (25 dicembre 1981)
- Le voleur de Maigret (23 gennaio 1982)
- Maigret et l'homme tout seul (8 maggio 1982)
- Maigret et les braves gens (14 agosto 1982)
- Maigret et le clochard (10 novembre 1982)
- La colère de Maigret (12 gennaio 1983)
- Maigret s'amuse (29 giugno 1983)
- La tête d'un homme (2) (5 ottobre 1983)
- Un Noël de Maigret (21 dicembre 1983)
- L'ami d'enfance de Maigret (18 gennaio 1984)
- Maigret se défend (18 aprile 1984)
- La patience de Maigret (25 aprile 1984)
- Maigret à Vichy (10 ottobre 1984)
- La nuit du carrefour (2) (14 novembre 1984)
- Le client du samedi (16 gennaio 1985)
- Le revolver de Maigret (17 aprile 1985)
- Maigret au Picratt's (23 ottobre 1985)
- Maigret chez le ministre (11 gennaio 1987)
- Un échec de Maigret (8 febbraio 1987)
- Maigret voyage (23 maggio 1987)
- Monsieur Gallet, décédé (13 settembre 1987)
- Les caves du Majestic (8 novembre 1987)
- La pipe de Maigret (10 gennaio 1988)
- Maigret et la vieille dame de Bayeux (14 febbraio 1988)
- Le chien jaune (2) (13 marzo 1988)
- Le notaire de Châteauneuf (3 aprile 1988)
- Maigret et l'enfant de choeur (17 aprile 1988)
- Maigret et l'Inspecteur Malgracieux (15 maggio 1988)
- La morte qui assassina (18 settembre 1988)
- Maigret et le voleur paresseux (23 ottobre 1988)
- L'homme dans la rue (25 dicembre 1988)
- Tempête sur la Manche (26 febbraio 1989)
- L'amoureux de Mme Maigret (14 maggio 1989)
- L'auberge aux noyés (26 novembre 1989)
- Jeumont, 51 minutes d'arrêt! (25 dicembre 1989)
- Stan le Tueur (25 febbraio 1990)
- Maigret à New-York (10 giugno 1990)